# Francisca Mardones
María Francisca Mardones Sepúlveda (Santiago, 24 de septiembre de 1977) es una deportista chilena.
Ganó dos medallas de bronce en los Juegos Parapanamericanos de Río 2007 y de Guadalajara 2011, y compitió en los Juegos Paralímpicos de Londres de 2012 y de 2016 en tenis en silla de ruedas. Se retiró de la práctica de dicho deporte en 2017 para concentrarse en el atletismo adaptado. En esta disciplina logró el récord mundial del lanzamiento de bala en 2019 y, rompiendo ese mismo récord dos veces, obtuvo la medalla de oro en los Juegos Paralímpicos de Tokio 2020 con nuevo récord mundial.
Mardones fue galardonada con el Premio Nacional del Deporte 2021.

## Biografía
Francisca Mardones nació el 24 de septiembre de 1977. Cuando era niña, quería competir en deportes y representar a Chile en los Juegos Olímpicos. Estudió administración hotelera y finalmente se ocupó de algunas cabañas en Culebra, Puerto Rico. El huracán Lenny golpeó el complejo en 1999; y mientras se aseguraba de que los huéspedes del recinto se dirigieran a un refugio, fue golpeada por un deslizamiento de tierra y cayó en un barranco. No pudo moverse durante varios minutos, pero logró arrastrarse libremente a un refugio cercano, donde fue encontrada dos días después. La caída dañó su columna vertebral, dejándola necesitando usar una silla de ruedas. Tuvo varias operaciones y pasó los siguientes cuatro años en recuperación.
Después de la lesión, comenzó a practicar tenis en silla de ruedas, tanto jugando para Chile como enseñándolo a otros. Mardones había comenzado a jugar en el Grey Rock Tennis Club en Austin, Texas y estaba allí cuando se enteró de que había sido seleccionada para el equipo chileno. Participó en los Juegos Parapanamericanos, donde ganó medallas de bronce en 2007 en Río de Janeiro y en 2011 en Guadalajara. También representando a Chile, participó en los Juegos Paralímpicos de Verano de 2012 en Londres, y en los Juegos de 2016 en Río de Janeiro. Ha ganado varios premios, incluyendo un Cóndor de Oro a la mejor actuación de Tenis Paralímpico en 2014.
Sufrió una nueva lesión en 2017, cuando se cortó la mano derecha con un cuchillo en la cocina, causando daño a sus nervios. Había estado probando atletismo adaptado antes de esto, ya que había descubierto que necesitaría viajar con menos frecuencia. Después de la lesión, temía que la frenara en la silla de ruedas, pero no afectaría la forma en que lanzaba jabalinas, disco o bala, por lo que decidió retirarse del tenis y reenfocarse en la práctica del atletismo.
En 2019 participó en los Juegos Parapanamericanos de Lima, donde ganó medalla de plata e instauró un récord en su categoría. Ese mismo año, participó en el Campeonato Mundial de Atletismo Adaptado en Dubái en las disciplinas de lanzamiento de bala y de jabalina. Se enteró, a horas de su debut, del fallecimiento de su padre en Chile, pero decidió no retirarse del campeonato en su honor. En bala, obtuvo la medalla de oro y rompió el récord mundial con una marca de 8,19 metros en la clase F54. El Comité Paralímpico de las Américas proclamó a Mardones como "la mejor atleta de América del mes de noviembre" de 2019.
En 2021, logró el oro en la final del lanzamiento de disco del Grand Prix de Túnez con un registro de 17,50 metros.
El 30 de agosto de 2021 obtuvo la medalla de oro en el lanzamiento de la bala categoría F54 en los Juegos Paralímpicos de Tokio 2020. Con un lanzamiento de 8.33 metros consiguió un nuevo récord mundial, rompiendo su propio récord logrado en 2019. En sus 6 lanzamientos rompió 2 veces el récord mundial de 8.19 metros, primero en su tercer lanzamiento con 8.21 metros y finalmente en su último lanzamiento con 8.33 metros. Si bien estaba considerada para participar en la prueba de lanzamiento de jabalina en esos Juegos Paralímpicos, decidió no hacerlo debido a unas molestias físicas y a la recomendación de especialistas.
En 2022 fue reconocida con el Premio Nacional del Deporte de Chile de 2021 debido a sus logros de oro y record olímpico 